# 邁爾鎮區 (明尼蘇達州伍茲湖縣)
邁爾鎮區（英語：Myhre Township）是位於美國明尼蘇達州伍茲湖縣的一個行政鎮區。

## 地方資料
邁爾鎮區的面積為92.81平方千米，當中陸地面積為92.64平方千米，而水域面積為0.17平方千米。根據2020年美國人口普查的數據，當地共有人口184人，而人口密度為每平方千米1.98人。